# تأسیسات هسته‌ای نطنز
تأسیسات هسته‌ای شهید احمدی روشن یا تأسیسات هسته‌ای نطنز یکی از تأسیسات هسته‌ای مرتبط با برنامهٔ هسته‌ای ایران که بزرگ‌ترین مرکز غنی‌سازی اورانیوم آن به‌شمار می‌رود. این تأسیسات در نزدیکی نطنز در ۱۲۵ کیلومتری اصفهان و ۲۵۰ کیلومتری تهران واقع شده است. این مرکز که شامل دو بخش تأسیسات آزمایشی غنی‌سازی سوخت (PFEP) و تأسیسات اصلی غنی‌سازی سوخت (FEP) است در زیرِ زمین ساخته شده و به‌وسیلهٔ سپری بتنی به ضخامت تقریبی ۶ الی ۷ متر محافظت می‌شود تا در برابر حملات هوایی مقاوم باشد.
تأسیسات اصلی نطنز که برای غنی‌سازی در مقیاس تجاری ساخته شده است، ظرفیت نگهداری ۵۰هزار سانتریفیوژ را دارد. بر اساس گزارش‌ها تا خرداد ۱۴۰۴، حدود ۱۴ هزار دستگاه سانتریفیوژ در آنجا نصب شده است که از این تعداد حدود ۱۱ هزار دستگاه در حال کار هستند و اورانیوم را تا خلوص ۵ درصد غنی‌سازی می‌کنند. طبق اعلام مقامات جمهوری اسلامی ایران، دستگاه‌های سانتریفوژ برای ایمنی مردم و همچنین بیم از حمله هوایی احتمالی به تأسیسات زیرزمینی غنی‌سازی اورانیوم این مرکز، در عمق ۴۰ تا ۵۰ متری زمین قرار داده شده‌اند.
وجود این مرکز هسته‌ای، اولین بار در سال ۲۰۰۲ توسط سازمان مجاهدین خلق افشاء شده بود. این تأسیسات از سال ۱۳۸۵ تا ۱۴۰۰، هدف ۵ مورد حمله تخریبی گسترده قرار گرفته است. در ۲۲ ژوئن ۲۰۲۵ دونالد ترامپ  اعلام کرد جنگندهای ایالات متحده حمله به سه سایت هسته‌ای ایران، از جمله فردو، نطنز و اصفهان را به پایان رساندند.

## نام‌گذاری
در تاریخ ۲۶ بهمن ۱۳۹۰ هم‌زمان با بهره‌برداری از دستاوردهای هسته‌ای با حضور محمود احمدی‌نژاد، رئیس‌جمهور وقت ایران، نام ۵ مرکز و بخش هسته‌ای ایران به نام پنج نفر ترور شده تغییر کرد. نام پایگاه نطنز نیز به تأسیسات هسته‌ای شهید احمدی روشن به یاد مصطفی احمدی روشن که ۲۱ دی ۱۳۹۰ ترور شد، تغییر کرد.
پیش از آن، نام این تأسیسات هسته‌ای هم‌نام مکانش یعنی نطنز بود.

## ویروس استاکس‌نت و ترور افراد مرتبط با تأسیسات نطنز

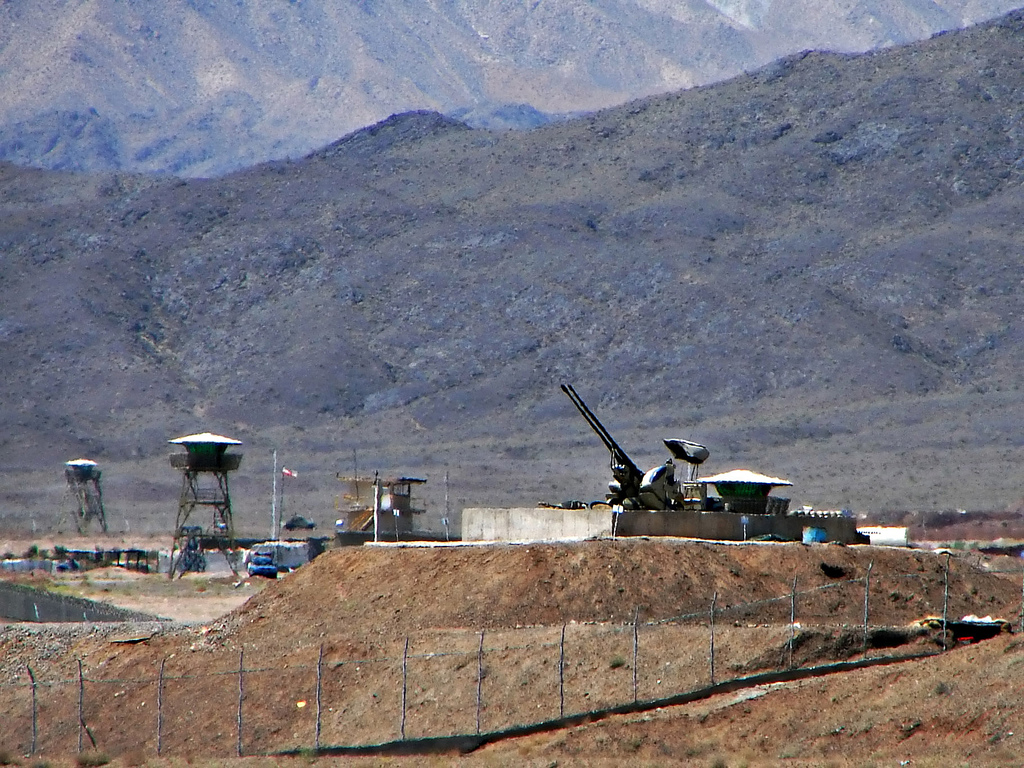
تأسیسات هسته‌ای شهید احمدی روشن یا تأسیسات هسته‌ای نطنز و استاکس نت ترور افراد مرتبط به آن

در تاریخ ۱۶ ژانویهٔ ۲۰۱۱ میلادی، روزنامهٔ نیویورک تایمز در مقاله‌ای تحقیقی مدعی شد که اسرائیل و آمریکا هیچ‌گاه به‌طور رسمی دست‌داشتن در انتشار ویروس استاکس‌نت را تأیید نکرده‌اند.
در تاریخ ۲۱ دی ۱۳۹۰ خورشیدی، مصطفی احمدی روشن، «معاون بازرگانی» تأسیسات غنی‌سازی نطنز در اثر انفجار یک بمب در منطقهٔ سیدخندان تهران کشته شد.

## بمب‌باران
در حملات ژوئن ۲۰۲۵ اسرائیل به ایران به تأسیسات اتمی نطنز نیز حمله شد. در ۱۳ ژوئن ۲۰۲۵، پایگاه غنی‌سازی اورانیوم نطنز به‌عنوان یکی از اهداف اصلی اسرائیل مورد اصابت قرار گرفت؛ صدای انفجار و دود سیاه در بالای سر سازه‌های زیرزمینی آن دیده شد، اما با وجود آسیب ساختاری، بررسی‌ها نشان داد سطح تشعشعات افزایش نیافته است. بازرسان آژانس بین‌المللی انرژی اتمی نیز تأیید کردند که باوجود تأثیر فیزیکی بر تأسیسات، هیچ افزایش قابل‌توجهی در پرتوها ثبت نشده و تأثیر هسته‌ای گزارش نشده است.

## خرابکاری‌ها
به گفته فریدون عباسی، رئیس سابق سازمان انرژی اتمی ایران، این تأسیسات از سال ۱۳۸۵ تحت حملات تخریبی بوده است که در ۵ مورد، حملات گسترده بوده‌اند. این اقدامات گسترهٔ وسیعی از قبیل کار گذاشتن مواد منفجره در سنسورهای هوای دستگاه‌های سانتریفیوژ تا قطع برق دستگاه‌های سانتریفیوژ را شامل شده است. برخی از این حملات، به عمد در روزهای با مناسبت خاص در تقویم ایران همچون روز قدس و نیمه شعبان صورت گرفته است.

## گسترش تأسیسات
براساس گزارش واشینگتن پست، تصاویر ماهواره‌ای نشان می‌دهد ساخت‌وساز در تأسیسات هسته‌ای نطنز در جریان است. همچنین آژانس بین‌المللی انرژی اتمی اعلام کرده است که ایران در حال ساخت یک کارخانهٔ پیشرفتهٔ مونتاژ سانتریفیوژ در زیر زمین است.